# San Miguel del Arroyo
San Miguel del Arroyo es un municipio y localidad española de la provincia de Valladolid, en la comunidad autónoma de Castilla y León. Dentro del municipio se encuentra la pedanía de Santiago del Arroyo.

## Símbolos

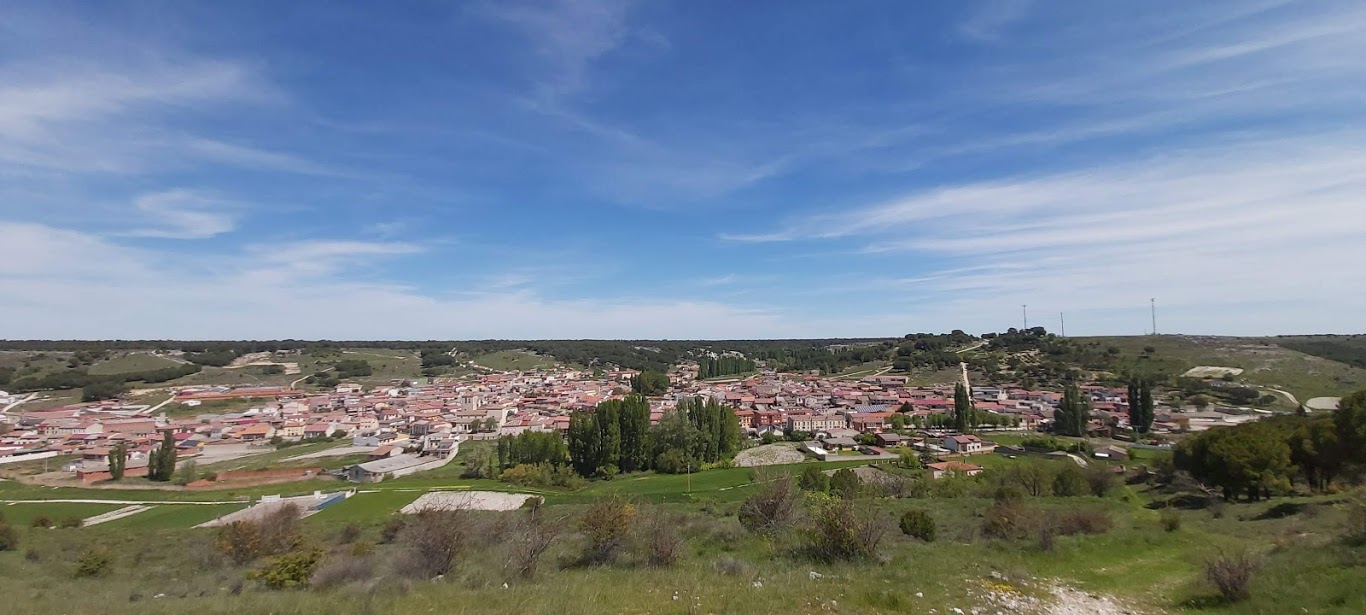
Vista de San Miguel del Arroyo, año 2021

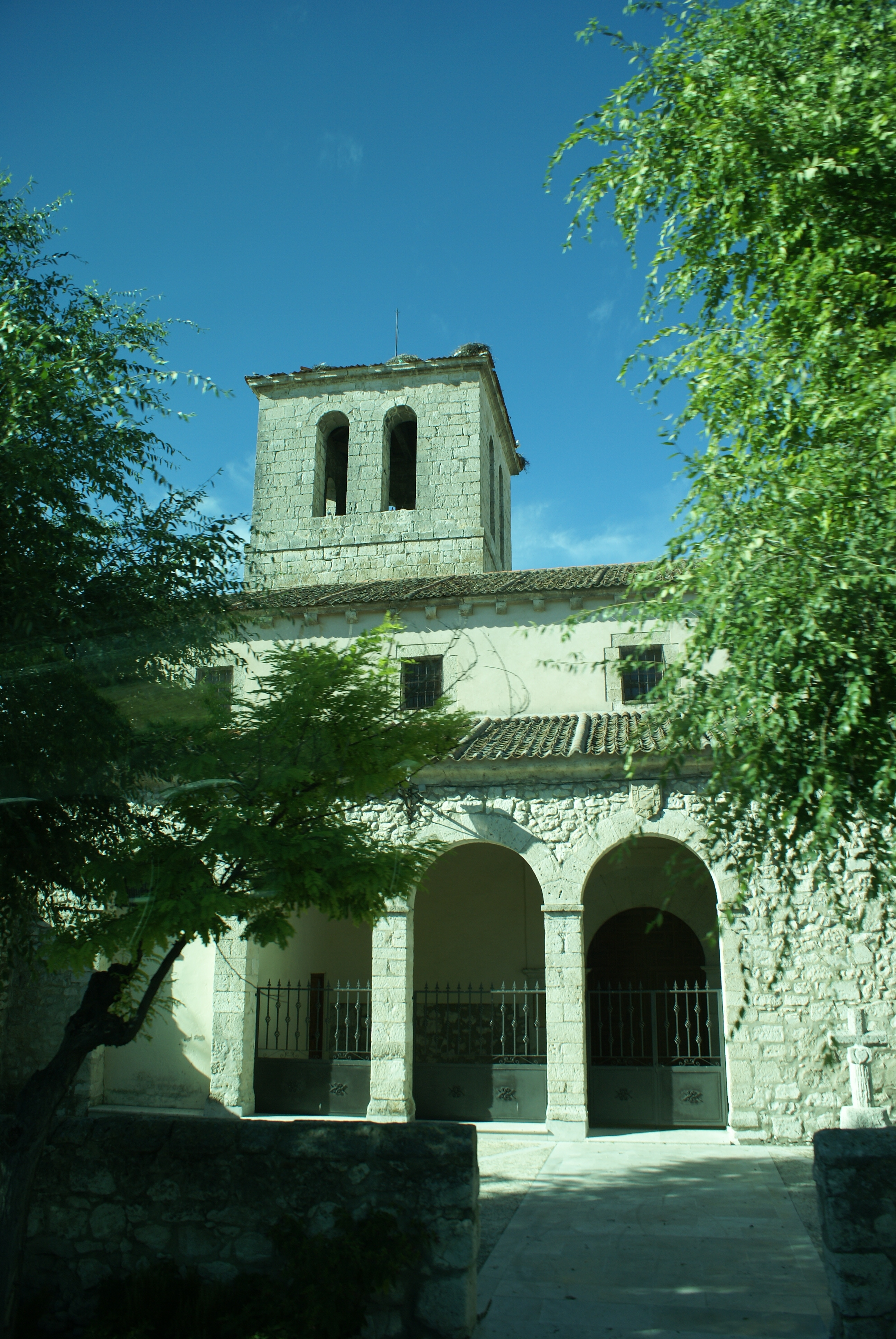
Iglesia de San Miguel del Arroyo

Los diseños del escudo y bandera municipal fueron aprobado oficialmente el 6 de abril de 2001 y sus descripciones son las siguientes:

«Escudo partido y entado en punta. 1.º de gules, espada y palma de plata puestas en sotuer. 2.º de plata, haz de tres espigas de sinople. Entado punta de ondas de plata y azur. Al timbre Corona Real cerrada».

«Bandera rectangular de proporciones 2:3, formada por un paño blanco, con siete franjas horizontales iguales ondadas, siendo cuatro blancas y tres azules alternadas en proporciones 1/7 del ancho».

## Demografía
Cuenta con una población de 646 habitantes (INE 2024).
| Gráfica de evolución demográfica de San Miguel del Arroyo entre 1842 y 2021 |
| |
| Población de derecho según los censos de población del INE Población de hecho según los censos de población del INEEntre el censo de 1857 y el anterior, crece el término del municipio porque incorpora a 475019 (Santiago del Arroyo) |